# Fattig miljonär (singel)
Fattig miljonär är en singel med Attentat och det första samarbetet med Brit Award-vinnaren Pedro Ferreira. I musikvideon har operasångaren Timo Nieminen huvudrollen.  Medverkar gör Mats Jönsson, Magnus Rydman, Cristian Odin, Patrik Kruse och Paul Schöning.    